# Tomasz Rudnik
Tomasz Rudnik (ur. 6 marca 1979) – polski lekkoatleta, płotkarz, mistrz i reprezentant Polski.

## Osiągnięcia
Był wychowankiem ULKS Zielony Dąb Żarów, w latach 1999-2003 reprezentował barwy AZS Wrocław, w 2003 startował także w barwach Kent University (gdzie studiował w latach 2002-2004). Od 2004 ponownie reprezentował klub z Żarowa.
Największe sukcesy odnosił w biegu na 400 metrów przez płotki. Na mistrzostwach świata juniorów w 1998 zajął 4. miejsce w tej konkurencji, z wynikiem 50,98, na Młodzieżowych Mistrzostwach Europy w 1999 był piąty, z wynikiem 50,63. Startował także na Młodzieżowych Mistrzostwach Europy w 2001, odpadając w eliminacjach biegu na 400 m ppł, z wynikiem 51,43 i w eliminacjach sztafety 4 x 400 m, z wynikiem 3:10,77.
Na mistrzostwach Polski seniorów na otwartym stadionie wywalczył dziesięć medali, w tym jeden złoty - w sztafecie 4 x 400 metrów (2003), sześć srebrnych (trzy w biegu na 400 m ppł: 2004, 2005, 2007 i trzy w sztafecie 4 x 400 m: 2000, 2001, 2002) i trzy brązowe (dwa w biegu na 400 m ppł: 1999 i 2002, jeden w sztafecie 4 x 400 m w 1999)
W 2002 został międzynarodowym mistrzem Izraela w biegu na 400 m ppł.

## Rekordy życiowe
Jego rekord życiowy na dystansie 400 m przez płotki wynosi 50,28 s. (5 sierpnia 2000, Kraków), co jest obecnie 18. wynikiem w historii polskiej lekkoatletyki